# فيدو فينود تشوبرا
فيدو فينود تشوبرا (بالإنجليزية: Vidhu Vinod Chopra)‏ (بالهندية: विधु विनोद चोपड़ा) مواليد 5 سبتمبر 1952 في كاتماندو، مخرج وكاتب سناريو ومنتج هندي، له العديد من الافلام وحصل على العديد من الجوائز.

## وصلات خارجية
- فيدو فينود تشوبرا على موقع IMDb (الإنجليزية)
- فيدو فينود تشوبرا على موقع ألو سيني (الفرنسية)
- فيدو فينود تشوبرا على موقع أول موفي (الإنجليزية)
- فيدو فينود تشوبرا على موقع قاعدة بيانات الفيلم (الإنجليزية)
- فيدو فينود تشوبرا على موقع كينوبويسك (الروسية)

- الموقع الإلكتروني